# 85121 Лохде
85121 Лохде (85121 Loehde) — астероїд головного поясу, відкритий 27 травня 1976 року.
Тіссеранів параметр щодо Юпітера — 3,579.